# (38542) 1999 VD7
1999 VD7 (asteroide 38542) é um asteroide da cintura principal. Possui uma excentricidade de 0.20090370 e uma inclinação de 0.46293º.
Este asteroide foi descoberto no dia 7 de novembro de 1999 por Korado Korlević em Visnjan.